# The Morning Show
The Morning Show ou La Matinale au Québec est une série télévisée américaine qui est diffusée depuis le 1er novembre 2019 sur la plateforme Apple TV+.

## Synopsis
Portrait sans concession des coulisses d'une matinale télé aux États-Unis, alors qu'éclate au grand jour un scandale d'inconduites sexuelles. C'est dans un climat de tension que l’ego, les ambitions et la quête éperdue du pouvoir provoquent des conflits au sein de l'équipe. Parmi ces personnes qui aident l'Amérique à se réveiller, deux femmes, Alex Levy (Jennifer Aniston) et Bradley Jackson (Reese Witherspoon) tentent de tirer leur épingle du jeu. Et l'affaire n'est pas aisée dans ce milieu impitoyable, d'autant qu'il leur faut gérer en parallèle les crises de leur vie personnelle. La première saison tourne autour des conséquences du mouvement #MeToo et de la déchéance du co-présentateur du Morning Show avec Alex Levy, Mitch Kessler (Steve Carell) (qui sera remplacé par Bradley Jackson), et la seconde se déroule dans le contexte de la pandémie de Covid-19.

## Distribution

### Acteurs principaux
- Jennifer Aniston (VF : Dorothée Jemma) : Alex Levy
- Reese Witherspoon (VF : Laura Blanc) : Bradley Jackson
- Billy Crudup (VF : Jean-Pierre Michaël) : Cory Ellison
- Mark Duplass (VF : Bruno Choël) : Chip Black
- Nestor Carbonell (VF : Bernard Gabay) : Yanko Flores
- Karen Pittman (en) (VF : Corinne Wellong) : Mia Jordan
- Greta Lee (VF : Geneviève Doang) : Stella Bak (depuis la saison 2)
- Jon Hamm (VF : Pierre Tessier) : Paul Marks (depuis la saison 3)
- Nicole Beharie (VF : Amélia Ewu) : Christina Hunter (depuis la saison 3)
- Marion Cotillard : Celine Dumont (depuis la saison 4)
- Jeremy Irons : Martin Levy (depuis la saison 4)

#### Anciens acteurs principaux
- Steve Carell (VF : Constantin Pappas) : Mitch Kessler (saisons 1 et 2)
- Desean Terry (en) (VF : Jean-Baptiste Anoumon) : Daniel Henderson (saisons 1 et 2)
- Gugu Mbatha-Raw (VF : Fily Keita) : Hannah Shoenfeld (saison 1)
- Jack Davenport (VF : Jérôme Pauwels) : Jason Craig (saison 1)
- Bel Powley (VF : Chloé Berthier) : Claire Conway (saison 1, invitée saison 2)
- Ruairi O'Connor (VF : Martin Faliu) : Ty Fitzgerald (saison 2)
- Julianna Margulies (VF : Hélène Chanson) : Laura Peterson (saison 2 et 3)

### Acteurs récurrents
- Victoria Tate (VF : Margaux Laplace) : Rena Robinson
- Shari Belafonte (VF : Julie François) : Julia
- Eli Bildner (VF : Tristan Le Doze) : Joel Rapkin
- Joe Marinelli (VF : Jean-Alain Velardo) : Donny Spagnoli
- Hannah Leder (VF : Maïa Liaudois (saison 1) puis Valérie Bescht (saisons 2-3)) : Isabella
- Amber Friendly (VF : Jocelyne « Mbembo » Nzunga) : Layla Bell
- Tom Irwin (VF : Gabriel Le Doze) : Fred Micklen
- Joe Pacheco (VF : Richard Leroussel) : Bart Daley
- Michelle Meredith (VF : Vanessa Van-Geneugden) : Lindsey Sherman
- Andrea Bendewald : Valerie
- Marcia Gay Harden (VF : Véronique Augereau) : Maggie Brener
- Augustus Prew (VF : Fabrice Trojani) : Sean
- Theo Iyer (VF : Charles Germain) : Kyle (depuis la saison 2)
- Joe Tippett (VF : Rémi Caillebot) : Hal Jackson
- Tara Karsian (VF : Coco Noël) : Gayle Berman (depuis la saison 2)
- Choni Francis : RJ Smith (depuis la saison 2)
- Oona Roche (VF : Alice Orsat) : Lizzy
- Holland Taylor (VF : Cathy Cerdà) : Cybil Reynolds (depuis la saison 2)
- Markus Flanagan (en) (VF : Yann Guillemot) : Gerard
- Embeth Davidtz (VF : Isabelle Volpé) : Paige Kessler
- Mindy Kaling (VF : Audrey Sablé) : Audra
- Aflamu Johnson (VF : Vincent Touré) : Aflamu (depuis la saison 2)
- Mark Harelik (VF : Guy Chapellier) : Richard

#### Anciens acteurs récurrents
- Janina Gavankar (VF : Déborah Claude) : Alison Namazi (saisons 1 et 2)
- Katherine Ko : Dhillon Reece-Smith (saison 1)
- Ian Gomez (VF : Daniel Lafourcade) : Greg (saison 1)
- David Magidoff (VF : Aurélien Raynal) : Nicky Brooks (saison 1)
- Kate Vernon (VF : Françoise Vallon) : Geneva Mickland (saison 1)
- Roman Mitichyan (en) : Sam Rudo (saison 1)
- Brett Butler (VF : Annie Le Youdec) : Sandy Jackson (saison 1)
- Adina Porter (VF : Maïk Darah) : Sarah Graveler (saison 1)
- Philip Anthony-Rodriguez : Gabriel (saison 1)
- Jack Conley (VF : Patrice Melennec) : Earl (saison 2)
- Hasan Minhaj (VF : Nessym Guetat) : Eric Nomani (saison 2)
- Patrick Bristow (VF : Guillaume Bourboulon) : Gordon (saison 2)
- Katie Aselton (VF : Nathalie Spitzer) : Madeleine (saison 2)
- Valeria Golino (VF : Myrtille Bakouche) : Paola Lambruschini (saison 2)
- Erika Ringor : Mandy Schaeffer (saison 2)

### Invités

#### Saison 1
- Fred Melamed (VF : Michel Voletti) : Neal Altman, agent de Mitch (épisodes 1 et 3)
- Ahna O'Reilly (VF : Marie Chevalot) : Ashley Brown (épisodes 2 et 4)
- Martin Short (VF : Michel Dodane) : Dick Lundy (épisodes 3 et 8)
- Andrew Leeds : Alan (épisode 1)
- John Marshall Jones : Noah (épisode 1)
- Kelly Clarkson : elle-même (épisode 4)
- David Morse (VF : José Luccioni) : Monsieur Jackson (épisode 5)
- Julian Morris (VF : Taric Mehani) : Andrew (épisode 5)
- Romy Rosemont : Sheila Lutkin (épisode 7)
- Paul Guilfoyle : Reid (épisode 8)

#### Saison 2
- Kathy Najimy (VF : Martine Irzenski) : Sylvia Portman
- Molly McNearney : Aria Bloom
- James Urbaniak : Backstage Manager
- David Bowe : Clyde Canter
- Will Arnett (VF : Sylvain Agaësse) : Doug Klassen
- Patrick Fabian : Jeff
- Foo Fighters : eux-mêmes

#### Saison 3
- Andrew Patrick Ralston (en) : Elmer
- Esther Perel : elle-même
- Tig Notaro (VF : Julie Dumas) : Amanda Robinson
- Clive Standen : Andre Ford
- Maria Canals Barrera : Mercedes
- Stephen Fry : Leonard Cromwell
- Lindsay Duncan : Martha Ellison (épisode 7)

## Production

### Inspiration
La série est inspirée par l'émission matinale Today de NBC, la plus suivie des États-Unis. Le 29 novembre 2017, dans le contexte des révélations qui suivent l'affaire Harvey Weinstein, Matt Lauer, est accusé d’un « comportement sexuel inapproprié » et licencié par NBC. Il est remplacé par Hoda Kotb qui deviendra après une période d'intérim titulaire à ce poste. Son limogeage a été annoncé en direct le matin même par sa collègue Savannah Guthrie. C'était le journaliste le mieux payé de la chaîne avec un contrat qui lui garantissait 25 millions de dollars par an.

### Développement
Le 8 novembre 2017, Apple annonce l'achat d'une série traitant des talk-shows matinaux américains, avec pour têtes d'affiches Jennifer Aniston et Reese Witherspoon. La plateforme a commandé deux saisons de dix épisodes. La série sera produite par les deux actrices, via leurs sociétés de production respectives, Echo Films (Aniston) et Hello Sunshine (Witherspoon) mais également par Jay Carson, et Michael Ellenberg, le créateur de la série, via sa société de production, Media Res. Carson sera quant à lui le « showrunner » et le scénariste de la série,. Le 4 avril 2018, il est annoncé que Carson quitte la série à la suite de désaccords artistiques et qu'il sera remplacé par Kerry Ehrin, en tant que producteur exécutif et showrunner de la série. Le 11 juillet 2018, Apple annonce que Mimi Leder sera l'une des réalisatrices de la première saison et qu'elle serait également productrice exécutive. Le 23 octobre 2018, les collaboratrices d'Aniston et Witherspoon, Kristin Hahn et Lauren Levy Neustadter sont annoncées comme productrices exécutives aux même titre que les actrices, étant également gérantes de leurs sociétés de production.
Le 10 janvier 2022, il est annoncé que la série est renouvelée pour une troisième saison.
Fin avril 2023, Apple TV+ annonce avoir renouvelé la série pour une saison 4.

### Attribution des rôles
Comme annoncé au lancement du projet, Aniston et Witherspoon tiendront les rôles principaux de la série,,. En octobre 2018, elles sont rejointes par Steve Carell, Gugu Mbatha-Raw, Billy Crudup, Nestor Carbonell et Mark Duplass qui auront tous des rôles récurrents,,.
En octobre 2020, Apple TV+ annonce la présence de deux nouveaux acteurs, Greta Lee, et Ruairi O'Connor, qui feront leur première apparition dans la saison 2. En novembre 2020, la plateforme annonce que Hasan Minhaj va également se joindre à la distribution,.

### Tournage
Le tournage de la saison 1 débute le 31 octobre 2018, à Los Angeles en Californie et se poursuit jusqu'en mai 2019.
Le tournage de la saison 2 a commencé le 24 février 2020, mais fut mis en pause par mesure de précaution le 13 mars 2020, pour lutter contre la propagation du Covid-19, à la suite de la propagation du virus, le tournage de la série est toujours en pause, et ce pour une durée non déterminée.
Le 29 juillet 2020, on apprend que seuls les deux premiers épisodes de la saison 2 ont été tournés, avant d'être stoppé par la pandémie, et que la suite de la saison est en cours de réécriture pour coller avec l'actualité du Covid-19.
Le 10 août 2020, l'actrice et productrice du show, Reese Witherspoon, affirme que la saison 2 est prête à être tournée, mais qu'il faut trouver le bon moment en ces temps de pandémie.
Selon Deadline, le tournage de la série a repris le 19 octobre 2020, et ce malgré la crise sanitaire alors en cours.

## Épisodes

### Première saison (2019)
La première saison commence sa diffusion le 1er novembre 2019, lors du lancement d'Apple TV+.
1. Dans la nuit obscure de l'âme (In the Dark Night of the Soul It’s Always 3:30 in the Morning)
2. L'Invitée surprise (A Seat at the Table)
3. Joyeux Bordel (Chaos Is the New Cocaine)
4. Encore elle (That Woman)
5. Je te protégerai toujours (No One's Gonna Harm You, Not While I'm Around)
6. Le Vent tourne (The Pendulum Swings)
7. Eaux troubles (Open Waters)
8. La Solitude du pouvoir (Lonely at the Top)
9. Sacrifier la dame (Play the Queen)
10. L'Interview (The Interview)

### Deuxième saison (2021)
La deuxième saison est diffusée depuis le 17 septembre 2021, et comporte au total 10 épisodes.
1. Ma Pire année (My Least Favorite Year)
2. Une simple grippe (It's Like The Flu)
3. Laura (Laura)
4. Tuer le veau gras (Kill the Fatted Calf)
5. Fantômes (Ghosts)
6. Quelqu'un de discret (A Private Person)
7. La Amara Vita (La Amara Vita)
8. Confirmations (Confirmations)
9. Témoignage (Testimony)
10. La Fièvre (Fever)

### Troisième saison (2023)
Cette troisième saison de dix épisodes est mise en ligne depuis le 13 septembre 2023, avec deux épisodes diffusés, puis un nouvel épisode chaque semaine.
1. La Ligne de Kármán (The Kármán Line)
2. Un fantôme dans la machine (Ghost in the Machine)
3. Bruit blanc (White Noise)
4. Feu Vert (The Green Light)
5. L'Île de l'Amour (Love Island)
6. L'Etudiante de Stanford (The Stanford Student)
7. Sous haute surveillance (Strict Scrutiny)
8. Déclarer forfait (DNF)
9. À bas les biais (Update Your Priors)
10. L'effet de surplomb (The Overview Effect)

### Quatrième saison (2025)
Une quatrième saison est annoncée le 1er mai 2023 et sera diffusée à du 17 septembre 2025 au 19 novembre 2025.
1. Titre français inconnu (My Roman Empire)

## Réception
Lors de sa sortie, The Morning Show a reçu des critiques positives ou mitigées.
Pour la première saison, le site Web d'agrégation de critiques Rotten Tomatoes donne une note d'approbation de 61 %, sur la base de 104 critiques, avec une note moyenne de 5,78/10. Le consensus critique du site est exprimé ainsi : « Tape-à-l'œil, mais quelque peu frivole, The Morning Show ressemble souvent plus à un projet vaniteux qu'au drame percutant qu'il aspire à être, mais il y a du plaisir à regarder Jennifer Aniston et Reese Witherspoon s'y donner à fond ». En revanche, le public de Rotten Tomatoes donne une note d'approbation de 93 % sur cette saison. Metacritic, qui utilise une moyenne pondérée, lui attribue une note de 61 sur 100 sur la base des avis de 37 critiques, indiquant des « avis généralement favorables ».
La deuxième saison de la série reçoit une note d'approbation par Rotten Tomatoes de 66 %, sur la base de 50 critiques, tandis que le public a attribué à la deuxième saison un score de 69 %, moins que la première. Le consensus critique dit : « La deuxième saison de The Morning Show a une multitude de performances extraordinaires – mais trop de personnages tentant de résoudre trop de problèmes sensibles rend difficile de savoir ce que chacun d'entre eux essaie réellement de dire ». Metacritic attribue à la deuxième saison une note de 60 sur 100, sur la base de 25 critiques.
Richard Roeper du Chicago Sun-Times donne une critique positive et écrit : « The Morning Show n'a pas le sérieux cinématographique de la série de Showtime The Loudest Voice, ou la poésie d'Aaron Sorkin dans The Newsroom de HBO. On est plus dans la lignée de la solide mais moins efficace série Sports Night de la fin des années 1990 ».

## Distinctions
| Année | Cérémonie                         | Catégorie                                                                         | Nommé(e)          | Résultat |
| ----- | --------------------------------- | --------------------------------------------------------------------------------- | ----------------- | -------- |
| 2020  | Golden Globes                     | Meilleure série dramatique                                                        | The Morning Show  | Nommé    |
| 2020  | Golden Globes                     | Meilleure actrice dans une série dramatique                                       | Jennifer Aniston  | Nommé    |
| 2020  | Golden Globes                     | Meilleure actrice dans une série dramatique                                       | Reese Witherspoon | Nommé    |
| 2020  | Critics' Choice Television Awards | Meilleur acteur dans un second rôle dans une série dramatique                     | Billy Crudup      | Lauréat  |
| 2020  | Screen Actors Guild Awards        | Meilleure actrice dans une série dramatique                                       | Jennifer Aniston  | Lauréat  |
| 2020  | Screen Actors Guild Awards        | Meilleur acteur dans une série dramatique                                         | Steve Carell      | Nommé    |
| 2020  | Screen Actors Guild Awards        | Meilleur acteur dans une série dramatique                                         | Billy Crudup      | Nommé    |
| 2020  | TCA Awards                        | Meilleure nouvelle série                                                          | The Morning Show  | Nommé    |
| 2020  | Black Reel Awards                 | Meilleure actrice dans un second rôle dans une série dramatique                   | Gugu Mbatha-Raw   | Nommé    |
| 2020  | Emmy Awards                       | Meilleur acteur dans une série dramatique                                         | Steve Carell      | Nommé    |
| 2020  | Emmy Awards                       | Meilleure actrice dans une série dramatique                                       | Jennifer Aniston  | Nommé    |
| 2020  | Emmy Awards                       | Meilleur acteur dans un second rôle dans une série dramatique                     | Billy Crudup      | Lauréat  |
| 2020  | Emmy Awards                       | Meilleur acteur dans un second rôle dans une série dramatique                     | Mark Duplass      | Nommé    |
| 2020  | Emmy Awards                       | Meilleur acteur guest-star dans une série dramatique                              | Martin Short      | Nommé    |
| 2020  | Emmy Awards                       | Meilleur réalisation pour une série dramatique                                    | Mimi Leder        | Nommé    |
| 2020  | Emmy Awards                       | Meilleure production artistique pour une œuvre contemporaine                      | The Morning Show  | Nommé    |
| 2020  | Emmy Awards                       | Meilleur générique                                                                | The Morning Show  | Nommé    |
| 2024  | Golden Globes                     | Meilleure série télévisée dramatique                                              | The Morning Show  | Nommé    |
| 2024  | Golden Globes                     | Meilleur acteur dans un second rôle dans une série, une mini-série ou un téléfilm | Billy Crudup      | Nommé    |